# Pul-i-Alam
Pul-i-Alam (Dari/paschtunisch پل علم Pul-i ʿAlam) ist eine afghanische Stadt und administratives Zentrum der Provinz Lugar.
Sie liegt im Distrikt Pul-i-Alam.
Durch die Stadt fließt der Fluss Lugar.

## Geschichte
Am 25. Juni 2011 sprengte sich ein Selbstmordattentäter vor der örtlichen Klinik in die Luft und tötete mindestens 20 Menschen. Es stürzte auch ein Gebäude ein. Die Taliban bestritten eine Beteiligung an dem Anschlag.
Am 15. Oktober 2013 starb der Provinzgouverneur Arsala Dschamal bei einem Anschlag auf die größte Moschee der Stadt. Er hatte sich dort anlässlich des Opferfestes aufgehalten, um eine Rede zu halten.
Ein weiterer Anschlag, bei dem – unbestätigten Angaben nach – 27 Personen starben fand am 30. April 2021 statt.
Im August 2021 wurde die Stadt durch die Taliban eingenommen.

## Persönlichkeiten
- Gulbadin Naib (* 1991), Cricketspieler